# Adam Matysek
Adam Matysek (Piekary Śląskie, Polonia, 19 de julio de 1968) es un exfutbolista polaco que se desempeñaba como guardameta. Ejerció su carrera deportiva entre Polonia y Alemania y fue convocado en 33 ocasiones para la selección de fútbol de Polonia, llegando a participar en el Mundial 2002.
Tras retirarse, ejerció como entrenador de porteros en la sub-21 de la selección de Polonia y después del FC Nürnberg.

## Clubes
| Club                | País     | Año       | Partidos |
| Śląsk Wrocław       | Polonia  | 1989-1993 | 110      |
| Fortuna Colonia     | Alemania | 1993-1996 | 54       |
| FC Gütersloh 2000   | Alemania | 1996-1998 | 64       |
| Bayer 04 Leverkusen | Alemania | 1998-2001 | 78       |
| Zagłębie Lubin      | Polonia  | 2001      | 5        |
| RKS Radomsko        | Polonia  | 2002      | 11       |